# Landtagswahlkreis Oberhavel III
Der Wahlkreis Oberhavel III (Wahlkreis 9) ist ein Landtagswahlkreis in Brandenburg. Er umfasst die Städte Oranienburg und Liebenwalde sowie die Gemeinde Leegebruch, die im Landkreis Oberhavel liegen. Wahlberechtigt waren bei der letzten Landtagswahl 48.358 Einwohner.

## Landtagswahl 2024
Bei der Landtagswahl 2024 wurde Tim Zimmermann im Wahlkreis direkt gewählt. Die weiteren Wahlkreisergebnisse:
| Gegenstand der Nachweisung | Gegenstand der Nachweisung | Erst- stimmen | Erst- stimmen | Zweit- stimmen | Zweit- stimmen |
| Bewerber                   | Partei                     | Anzahl        | %             | Anzahl         | %              |
| -------------------------- | -------------------------- | ------------- | ------------- | -------------- | -------------- |
| Wahlberechtigte            |                            | 48.358        | -             | 48.358         | -              |
| Wählende                   |                            | 34.289        | 70,9 %        | 34.289         | 70,9 %         |
| Ungültige Stimmen          |                            | 427           | 1,2 %         | 276            | 0,8 %          |
| Gültige Stimmen            |                            | 33.862        | 98,8 %        | 34.013         | 99,2 %         |
| Björn Lüttmann             | SPD                        | 11.275        | 33,3 %        | 10.324         | 30,4 %         |
| Tim Zimmermann             | AfD                        | 11.302        | 33,4 %        | 10.346         | 30,4 %         |
| Nicole Walter-Mundt        | CDU                        | 6.212         | 18,3 %        | 4.177          | 12,3 %         |
| Linda Weiß                 | GRÜNE                      | 736           | 2,2 %         | 1.149          | 3,4 %          |
| Candy Boldt-Händel         | Die Linke                  | 1.401         | 4,1 %         | 946            | 2,8 %          |
| Heinz Ließke               | BVB/FW                     | 1.593         | 4,7 %         | 775            | 2,3 %          |
| Vanessa Hani               | FDP                        | 383           | 1,1 %         | 309            | 0,9 %          |
| –                          | Tierschutzpartei           | -             | -             | 897            | 2,6 %          |
| Stefan Günther             | Plus (Piraten, ÖDP, Volt)  | 746           | 2,2 %         | 430            | 1,3 %          |
| –                          | BSW                        | -             | -             | 4.374          | 12,9 %         |
| –                          | III. Weg                   | 214           | 0,6 %         | 73             | 0,2 %          |
| –                          | DKP                        | -             | -             | 16             | 0,0 %          |
| –                          | DLW                        | -             | -             | 124            | 0,4 %          |
| –                          | WU                         | -             | -             | 73             | 0,2 %          |

## Landtagswahl 2019
Bei der Landtagswahl 2019 traten folgende Parteien und Personen als Direktkandidaten an:
| Direktkandidat      | Partei           | Erststimmen in % | Zweitstimmen in % |
| ------------------- | ---------------- | ---------------- | ----------------- |
| Björn Lüttmann      | SPD              | 24,9             | 25,8              |
| Nicole Walter-Mundt | CDU              | 20,8             | 15,8              |
| Elke Bär            | Die Linke        | 10,7             | 10,6              |
| Andreas Galau       | AfD              | 22,7             | 24,3              |
| Heiner Klemp        | GRÜNE            | 8,2              | 9,8               |
| Heinz Ließke        | BVB/FW           | 6,2              | 4,8               |
| Ria Nicola Schulz   | PIRATEN          | 1,1              | 1,0               |
| Daniel Langhoff     | FDP              | 4,0              | 3,8               |
| –                   | ÖDP              | –                | 0,5               |
| –                   | Tierschutzpartei | –                | 3,3               |
| –                   | V-Partei³        | –                | 0,3               |
| Maximilian Horn     | Die PARTEI       | 1,3              | –                 |

## Landtagswahl 2014
Bei der Landtagswahl 2014 wurde Björn Lüttmann im Wahlkreis direkt gewählt.
Die weiteren Wahlkreisergebnisse:
| Direktkandidat    | Partei    | Erststimmen in % | Zweitstimmen in % |
| ----------------- | --------- | ---------------- | ----------------- |
| Björn Lüttmann    | SPD       | 27,0             | 31,5              |
| Gerrit Große      | Die Linke | 26,9             | 20,8              |
| Werner Mundt      | CDU       | 22,2             | 20,7              |
| Maria Heider      | GRÜNE     | 4,3              | 5,1               |
| Sebastian Herzog  | FDP       | 1,5              | 1,3               |
| Björn Beuchel     | NPD       | 2,8              | 2,7               |
| Ulrich Hebestreit | BVB/FW    | 3,2              | 1,8               |
|                   | REP       |                  | 0,2               |
|                   | DKP       |                  | 0,2               |
| Christof Hertkorn | AfD       | 12,2             | 14,5              |
|                   | PIRATEN   |                  | 1,2               |

## Landtagswahl 2009
Bei der Landtagswahl 2009 wurde Gerrit Große im Wahlkreis direkt gewählt.
Die weiteren Wahlkreisergebnisse:
| Direktkandidat      | Partei              | Erststimmen in % | Zweitstimmen in % |
| ------------------- | ------------------- | ---------------- | ----------------- |
| Tino Kunert         | SPD                 | 28,5             | 35,0              |
| Gerrit Große        | Die Linke           | 33,7             | 27,4              |
| Michael Ney         | CDU                 | 21,3             | 18,1              |
| -                   | DVU                 | -                | 01,1              |
| Heiner Klemp        | GRÜNE               | 05,1             | 05,0              |
| Ralf Stephan Krenke | FDP                 | 05,7             | 06,8              |
| -                   | 50 Plus             | -                | 00,5              |
| -                   | DKP                 | -                | 00,1              |
| -                   | REP                 | -                | 00,4              |
| -                   | Die-Volksinitiative | -                | 00,1              |
| Detlef Appel        | NPD                 | 03,6             | 03,1              |
| -                   | RRP                 | -                | 00,6              |
| Axel Heidkamp       | Freie Wähler        | 02,1             | 01,8              |

## Landtagswahl 2004
Die Landtagswahl 2004 hatte folgendes Ergebnis:
| Direktkandidat          | Partei          | Erststimmen in % | Zweitstimmen in % |
| ----------------------- | --------------- | ---------------- | ----------------- |
| Dirk Blettermann        | SPD             | 25,5             | 31,7              |
| Annemarie Reichenberger | CDU             | 21,2             | 17,7              |
| Gerrit Große            | PDS             | 38,9             | 29,9              |
| –                       | DVU             | –                | 06,8              |
| Cornelia Berndt         | GRÜNE           | 03,4             | 03,1              |
| Monika Gentz            | FDP             | 04,5             | 03,2              |
| –                       | AUB-Brandenburg | –                | 00,3              |
| –                       | JA              | –                | 00,3              |
| Peter Spangenberg       | AfW             | 03,1             | 00,6              |
| –                       | DKP             | –                | 00,1              |
| –                       | GRAUE           | –                | 01,2              |
| –                       | FAMILIE         | –                | 02,5              |
| –                       | 50 Plus         | –                | 01,4              |
| Wolfgang Klinkers       | Offensive D     | 03,2             | 00,8              |
| –                       | BRB             | –                | 00,4              |